# Ždánidla
Ždánidla är ett berg i Tjeckien.   Det ligger i regionen Plzeň, i den sydvästra delen av landet, 130 km sydväst om huvudstaden Prag. Toppen på Ždánidla är 1 309 meter över havet, eller 103 meter över den omgivande terrängen. Bredden vid basen är 1,3 km. Ždánidla ingår i Šumava.
Terrängen runt Ždánidla är huvudsakligen kuperad. Runt Ždánidla är det ganska tätbefolkat, med 70 invånare per kvadratkilometer. Närmaste större samhälle är Sušice, 18,9 km nordost om Ždánidla. I omgivningarna runt Ždánidla växer i huvudsak blandskog.